# Terre d'Adige
Terre d'Adige es una comuna italiana de la provincia autónoma de Trento, región con estatuto especial de Trentino-Alto Adigio.
El actual municipio fue fundado el 1 de enero de 2019 mediante la fusión de las hasta entonces comunas separadas de Zambana (la actual capital municipal) y Nave San Rocco.
En 2021, el municipio tenía una población de 3045 habitantes.
Comprende un conjunto de localidades dispersas en el entorno de la confluencia de los ríos Noce y Adigio, en la periferia septentrional de la capital provincial Trento, en la salida de dicha ciudad de la carretera A22 que lleva a Bolzano e Innsbruck.